# Brotha Lynch Hung
Kevin Mann (znany jako Brotha Lynch Hung) – amerykański raper z Sacramento, Kalifornia.
Słynie z oryginalnego flow i tekstów dotyczących głównie przemocy, chaosu, kanibalizmu, gwałtów i narkotyków. Jego twórczość uważana jest za jedną z najbardziej hardcorowych w historii West Coast.

## Życiorys
Rozpoczął przygodę z rapem w 1986 roku pod ksywą Ice Cold, wspólnie ze swoim bratem Sicxem. W 1992 roku, już jako Brotha Lynch Hung, wydał debiutancki album 24 Deep w wytwórni Black Market Records. Kevin miał okazję współpracować z wieloma artystami z podziemia, takimi jak Sicx, X-Raided czy Mr. Doctor. Po wydaniu kilku kolejnych płyt założył własną wytwórnię Siccmade Muzicc. Współpracował m.in. z C-Bo, C.O.S., MC Eiht i Tech N9ne. Brotha Lynch i Sicx wystąpili w filmie „Now Eat” (2000). W 2009 roku wystąpił gościnnie na albumie Tech N9ne, K.O.D., wcześniej podpisując kontrakt z jego wytwórnią Strange Music. W marcu 2010 roku wydał swój solowy album już pod jej szyldem. Krążek zatytułowany Dinner & a Movie zawierał gościnne występy m.in. Tech N9ne, Krizz Kaliko, Snoop Dogga i Kurupta. 5 kwietnia 2011 roku Lynch wydał The Coathanga Strangla – album będący drugą częścią trylogii o seryjnym zabójcy (Coathanga Strangla).

## Dyskografia

### Albumy solowe
- 1993: 24 Deep
- 1995: Season of da Siccness
- 1997: Loaded
- 2000: EBK4
- 2001: The Virus
- 2002: Appearances: Book 1
- 2003: Lynch by Inch: Suicide Note
- 2007: The Ripgut Collection
- 2009: The Gas Station
- 2010: Dinner and a Movie
- 2011: The Coathanga Strangla
- 2011: Ripgut Collections Two[1]
- 2013: Mannibalector[2]
- 2016: Bullet Maker

### Albumy we współpracy
- 1989: Nigga Deep (z Sicx) (ponownie wydane w 1998)
- 2000: Now Eat: The Album (z różnymi artystami)
- 2001: Trigganometry (z C.O.S.)
- 2001: Blocc Movement (z C-Bo)
- 2002: The Plague (z Doomsday Productions)
- 2004: Siccmixx: Our Most Gangsta Hits (z Doomsday Productions)
- 2006: The New Season (z MC Eiht)
- 2007: The Fixxx (z C.O.S)
- 2009: Suspicion Vol. 2 (z C.O.S)